# Monuments aux morts de Tontelange-Metzert
Les monuments aux morts de Tontelange-Metzert (Belgique) commémorent les hommes fusillés le 1er septembre 1944 (une semaine avant la libération d'Arlon) par la Sicherheit Polizei pour avoir fait de la résistance, du sabotage, de l'espionnage...
Sont morts :

- J. Boulard
- Maurice Collin, sergent au 5e régiment des Chasseurs ardennais
- G. Dewing
- Jules Forget, caporal au 2e régiment des Chasseurs ardennais
- Albert Frognet
- Alfred Georges, caporal au bataillon moto des Chasseurs ardennais VIIe Corps d'armée
- Gustave Gillet, membre des Chasseurs ardennais
- André Goffinet
- G. Jacquemin
- Dominique Maas, adjudant au 1er régiment des Chasseurs ardennais
- P. Mernier
- Jacques Pirnay

Provisoirement, ils furent enterrés au cimetière de Tontelange.

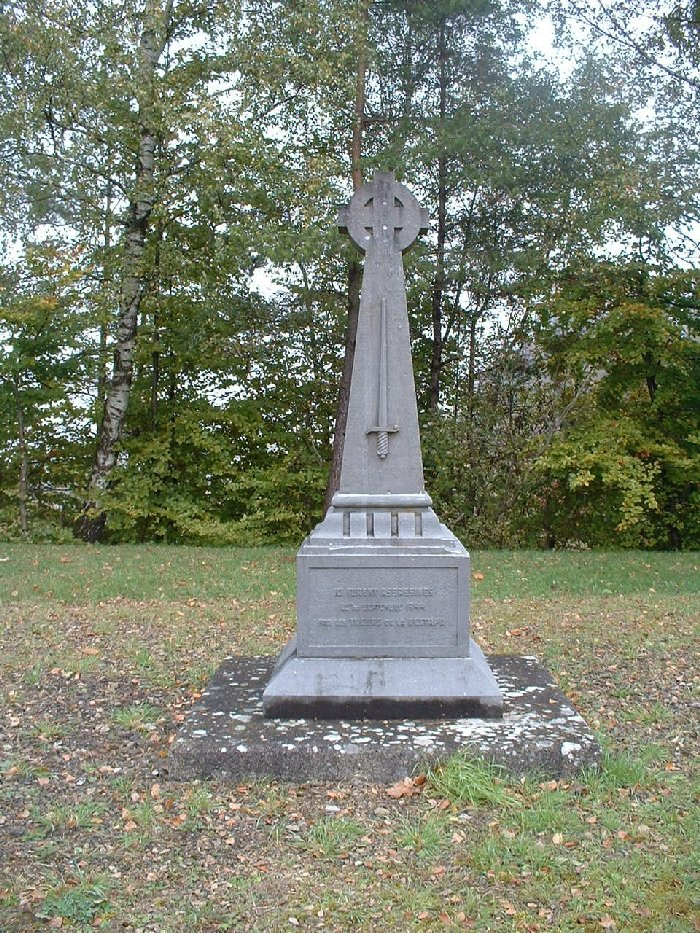
Monument de la Côte-Rouge (lieu-dit), où l'assassinat a eu lieu.
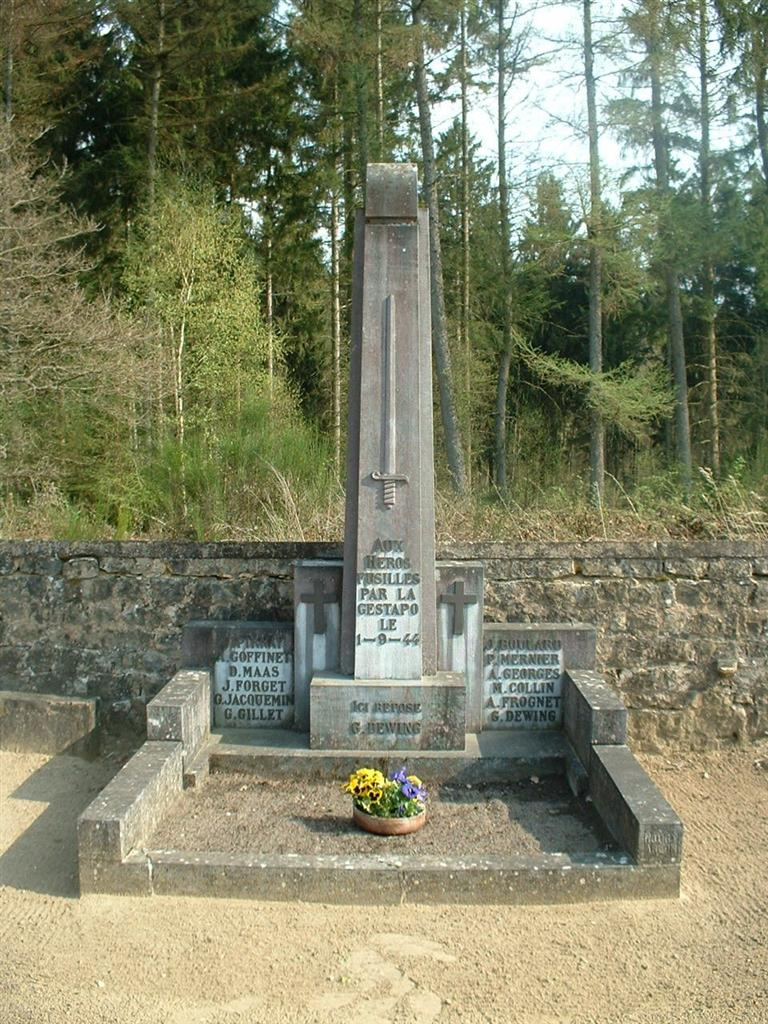
Monument de Tontelange.
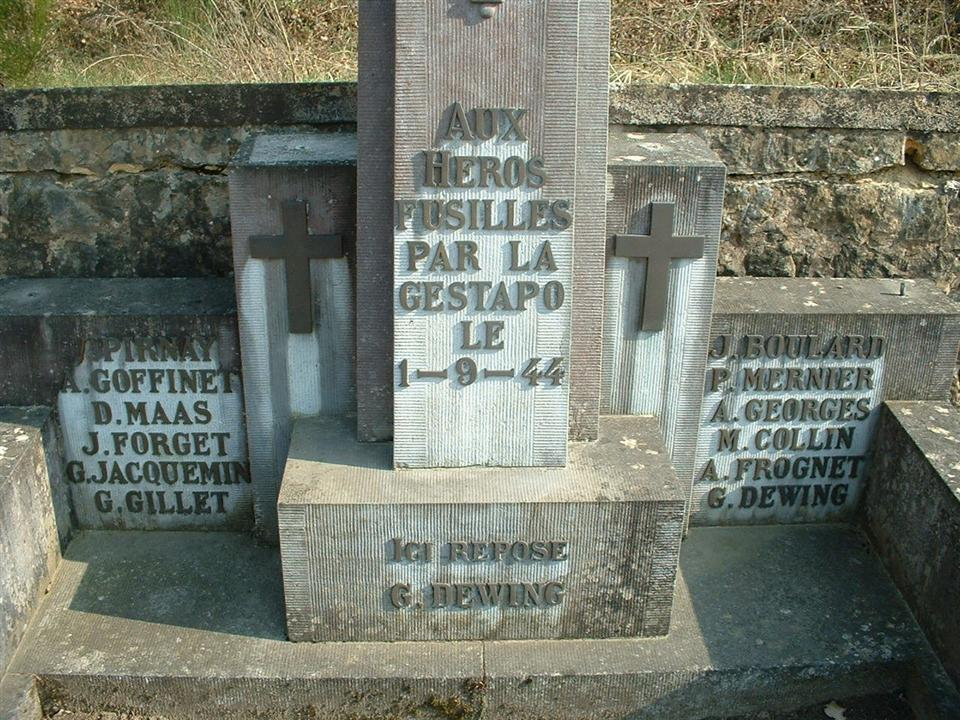
« Aux Héros fusillés par la Gestapo le 1–9–44 » « Ici repose G. Dewing »

Fin du mois, les corps ont été transférés du cimetière de Tontelange vers Arlon, sauf 
G. Dewing qui reste inhumé à Tontelange.